# Eisenbahnunfall von Avenwedde

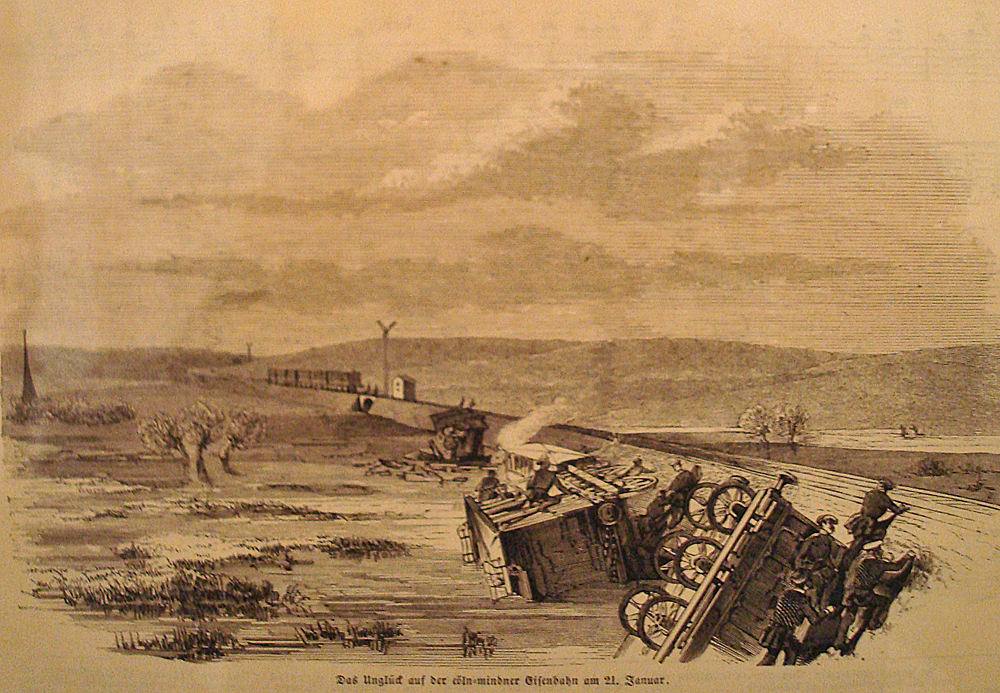
Rekonstruierende und im Detail teilweise nicht zutreffende Zeichnung zu einem Artikel über den Unfall in der Illustrirten Zeitung

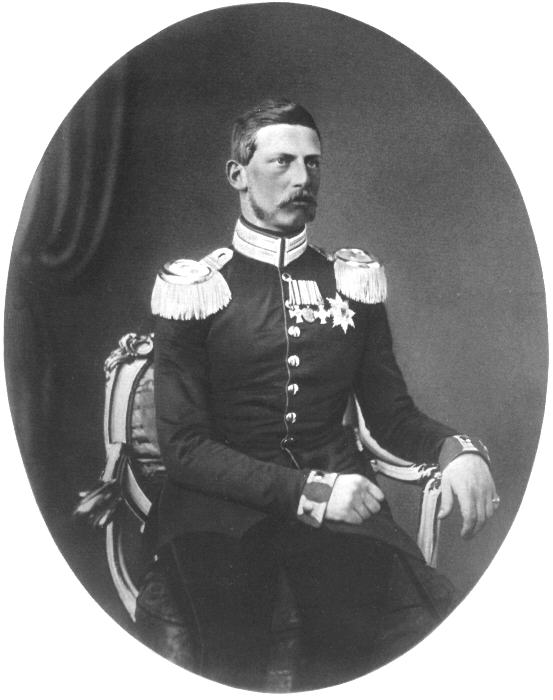
Prinz Friedrich Wilhelm 1855

Der Eisenbahnunfall von Avenwedde bei Gütersloh am 21. Januar 1851 war mit drei Todesopfern der bis dahin schwerste Eisenbahnunfall in Deutschland und auch der erste Unfall eines Reisezuges in Deutschland mit mehreren Toten. Bei dem Zwischenfall wurde zudem auch der mitreisende Prinz Friedrich Wilhelm von Preußen, der spätere Kaiser Friedrich III., leicht verletzt.

## Ausgangslage
Der Schnellzug wurde von einer Dampflokomotive der Achsfolge 1A1 mit verlängertem Kessel und dem Namen Gütersloh gezogen. Er war an diesem Tag sehr lang. Die genaue Anzahl der Wagen findet sich explizit in keiner Quelle, aber vermutlich waren es zehn, ein Gepäckwagen und neun Personenwagen. Der Zug war gut besetzt, da in Bielefeld eine große Pferdeauktion stattgefunden hatte. Hier sollte der Zug planmäßig um 13:36 Uhr abfahren und am nächsten Bahnhof, Gütersloh, um 14:05 Uhr eintreffen. Er fuhr über die vier Jahre zuvor eröffnete Stammstrecke der Köln-Mindener Eisenbahn-Gesellschaft.
Prinz Friedrich Wilhelm studierte von 1849 bis 1852 an der Rheinischen Friedrich-Wilhelms-Universität Bonn. Er war für wenige Tage anlässlich der 150-Jahr-Feier der Erlangung der Königswürde durch Preußen am 18. Januar 1851 nach Berlin gefahren und befand sich in Begleitung von Premierleutnant von Heiz († 1867), dem späteren Hofmarschall des Prinzen, und Oberst Friedrich Leopold Fischer (1798–1857), später Generalmajor, auf der Rückfahrt nach Bonn. Er war zu diesem Zeitpunkt nach seinem Vater der Zweite in der preußischen Thronfolge, also noch nicht Kronprinz. Der Prinz war am Abend des 20. Januar 1851 vom Anhalter Bahnhof in Berlin abgereist. In Minden bestiegen der Prinz und seine Begleiter einen Zug der Köln-Mindener Eisenbahn-Gesellschaft und fuhren damit in Richtung Köln-Deutz. Der Prinz reiste in diesem Zug in dem für ihn und seine Begleitung reservierten letzten Abteil, einem der ersten Wagenklasse, im vierten Wagen des Zuges.

## Unfallhergang
Der Unfall ereignete sich um 13:44 Uhr im Bereich des heutigen Bahnhofs Isselhorst-Avenwedde, der allerdings erst 1891 eingerichtet wurde, unmittelbar westlich der Stelle, an der die heutige Kreisstraße 35 die Bahnstrecke kreuzt. Bahnseitig ist das heute der Streckenkilometer 121,9 der Bahnstrecke Hamm–Minden. Die Dampflokomotive kam bei etwa 60–80 km/h ins Schleudern, entgleiste und stürzte den etwa 5 Meter hohen Bahndamm hinab. Ihr Schlepptender stürzte auf die Lokomotive, wobei der Lokomotivführer zerquetscht wurde und sofort tot war. Der Heizer starb an den erlittenen Verbrennungen noch an der Unfallstelle. Die entgleisende Lokomotive riss die folgenden vier Wagen mit sich, die ebenfalls entgleisten, wobei deren Kupplungen und die zum übrigen Zug rissen. Die drei der Lokomotive nächstfolgenden Wagen stürzten ebenfalls den Bahndamm hinab. Der erste auf Lokomotive und Tender folgende Wagen, der Gepäckwagen, wurde dabei völlig zertrümmert. Im dritten Wagen reiste der US-amerikanische Gesandtschaftssekretär, John B. Andre, aus New York, der sich durch Abspringen zu retten versuchte, aber von dem umstürzenden Fahrzeug erschlagen wurde. Er befand sich auf der Reise zu seiner Hochzeit in New York. Laut einer anderen Quelle soll es sich um den Attaché der US-amerikanischen Gesandtschaft Mr. Ward gehandelt haben.
Der vierte Wagen – in dem der Prinz reiste – entgleiste und stürzte um, kam aber noch auf dem Bahndamm, auf dem Gleis der Gegenrichtung, zum Stehen. Insoweit gibt die Abbildung aus der Illustrirten Zeitung eine unzutreffende Darstellung. Prinz Friedrich Wilhelm erlitt eine stark blutende Verletzung am Hinterkopf – je nach Quelle ist von Hautabschürfungen, einer Splitterverletzung oder einer Prellung die Rede. Er und seine Begleiter konnten durch ein Fenster ins Freie klettern. Es gab auch die Meldung, der Prinz sei in Berlin am 22. Januar „früh um 4 Uhr wohlbehalten wieder eingetroffen, und hat nur etwas Schnupfen, den er bereits aus Berlin mitgenommen“.
Darüber hinaus wurden vier Eisenbahner und drei Reisende verletzt. Auch zahlreiche Pferde starben oder wurden verletzt.
Der Bremser, der auf dem fünften Wagen mitfuhr, zog die Bremse derart schnell und scharf an, dass die Kupplung zu den entgleisenden Wagen vor ihm riss und damit das Entgleisen der folgenden Wagen verhindert wurde, die nach einigen hundert Metern zum Stehen gebracht werden konnten.

## Folgen

### Unmittelbare Folgen
Vom Bahnhof Gütersloh wurde ein Hilfszug entsandt, der auch die Reisenden dorthin brachte. Dort mussten sie bei großer Kälte auf einen Ersatzzug aus Hamm warten, mit dem ihnen die Weiterreise ermöglicht wurde. Der Prinz und seine Begleitung wurden so lange in dem völlig überfüllten Bahnhof im Stationsbüro untergebracht.
Auf Anordnung des preußischen Königs Friedrich Wilhelm IV. wurde am auf den Unfall folgenden Sonntag, dem 26. Januar, in den Kirchen Berlins und am darauf folgenden Sonntag in den Kirchen des ganzen Königreichs für die Rettung des Prinzen im Rahmen des Fürbittengebets für die Königsfamilie gedankt.
Die Köln-Mindener Eisenbahn-Gesellschaft versuchte, den Unfall herunterzuspielen. In ihrer offiziellen Verlautbarung wurde behauptet, die Unfallursache sei nicht festzustellen. Der Prinz als verletzter Reisender wurde gar nicht erwähnt – in der Presse dagegen schon.

### Ermittlung der Unfallursache
Für einen Unfall, bei dem „Höchste Herrschaften“ zu Schaden gekommen waren, fiel die nachfolgende Unfalluntersuchung aus heutiger Sicht recht oberflächlich und amateurhaft aus. Offensichtlich ermittelte nur die Bahngesellschaft selbst und kam – offiziell – zu dem Ergebnis, dass die Ursache des Unfalls nicht zu ermitteln sei – so ihre offizielle Darstellung in der Kölnischen Zeitung von 23. Januar 1851 (Nr. 20). Zwei Unfallursachen werden diskutiert: Ein nicht ausreichend befestigtes Gleis – an der Unfallstelle sollen Gleisbauarbeiten stattgefunden haben – und eine Fehlkonstruktion der Lokomotive. Ersteres kann ausgeschlossen werden: Die nicht entgleisten Wagen passierten bremsend die Unfallstelle, bevor sie nach einigen hundert Metern zum Stehen kamen. Es ist ausgeschlossen, dass sechs Personenwagen ohne zu entgleisen über eine Fehlstelle im Gleis gefahren sind. Sehr viel wahrscheinlicher ist, dass ein Konstruktionsfehler die Lokomotive aus der Werkstatt von Robert Stephenson bei höheren Geschwindigkeiten fahruntüchtig machte. Ohne die Achsabstände zu verändern, hatte er Lokomotiven mit einem längeren Kessel, einem so genannten Longboiler, gebaut. Der jetzt weit über die äußeren Achsen ragende Kessel konnte Eigenschwingungen der Lokomotive verursachen, die diese im Extremfall aus den Gleisen warfen. Mehrere derartige Unfälle sind bekannt.
Die zulässige Höchstgeschwindigkeit dieses Lokomotivtyps wurde sofort begrenzt, und er wurde aus dem Schnellzugdienst abgezogen. Die Lokomotiven wurden in der Folgezeit umgebaut, indem die hintere Laufachse weiter nach hinten verlegt wurde, um die erforderliche Laufruhe zu erreichen, was auch gelang.

### Gedenken

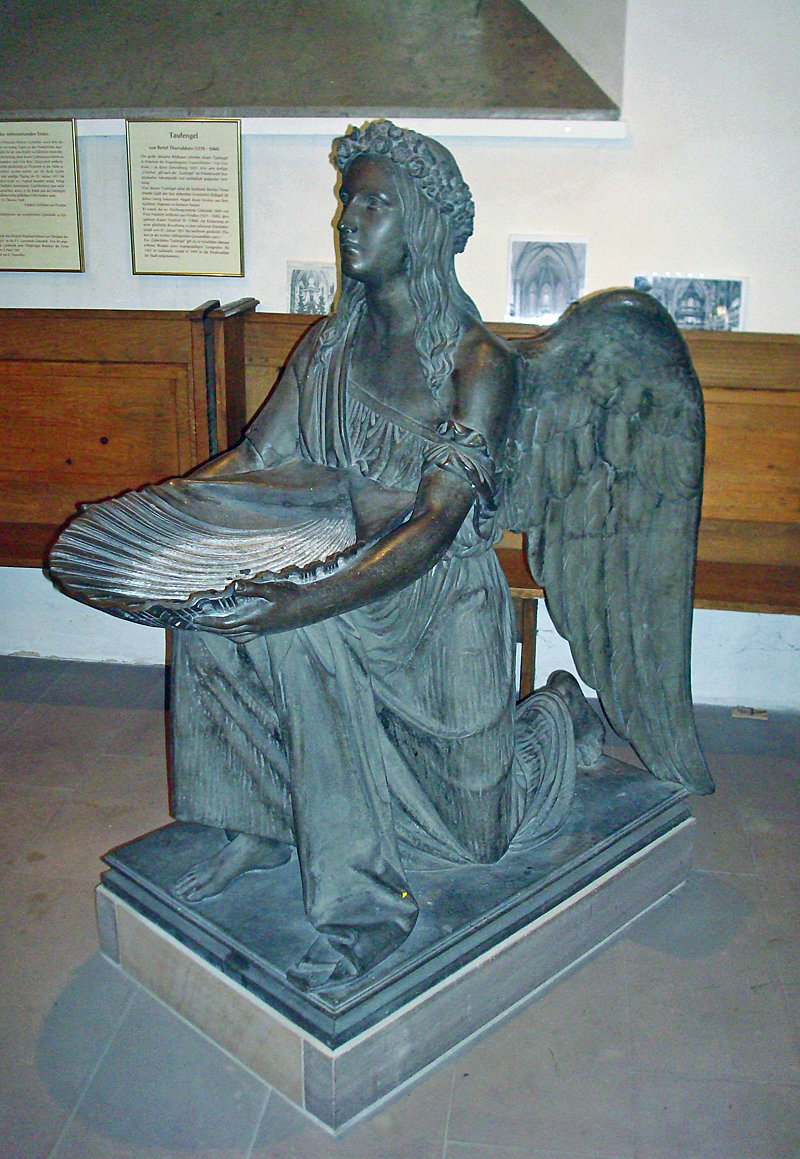
Taufengel in Gütersloh

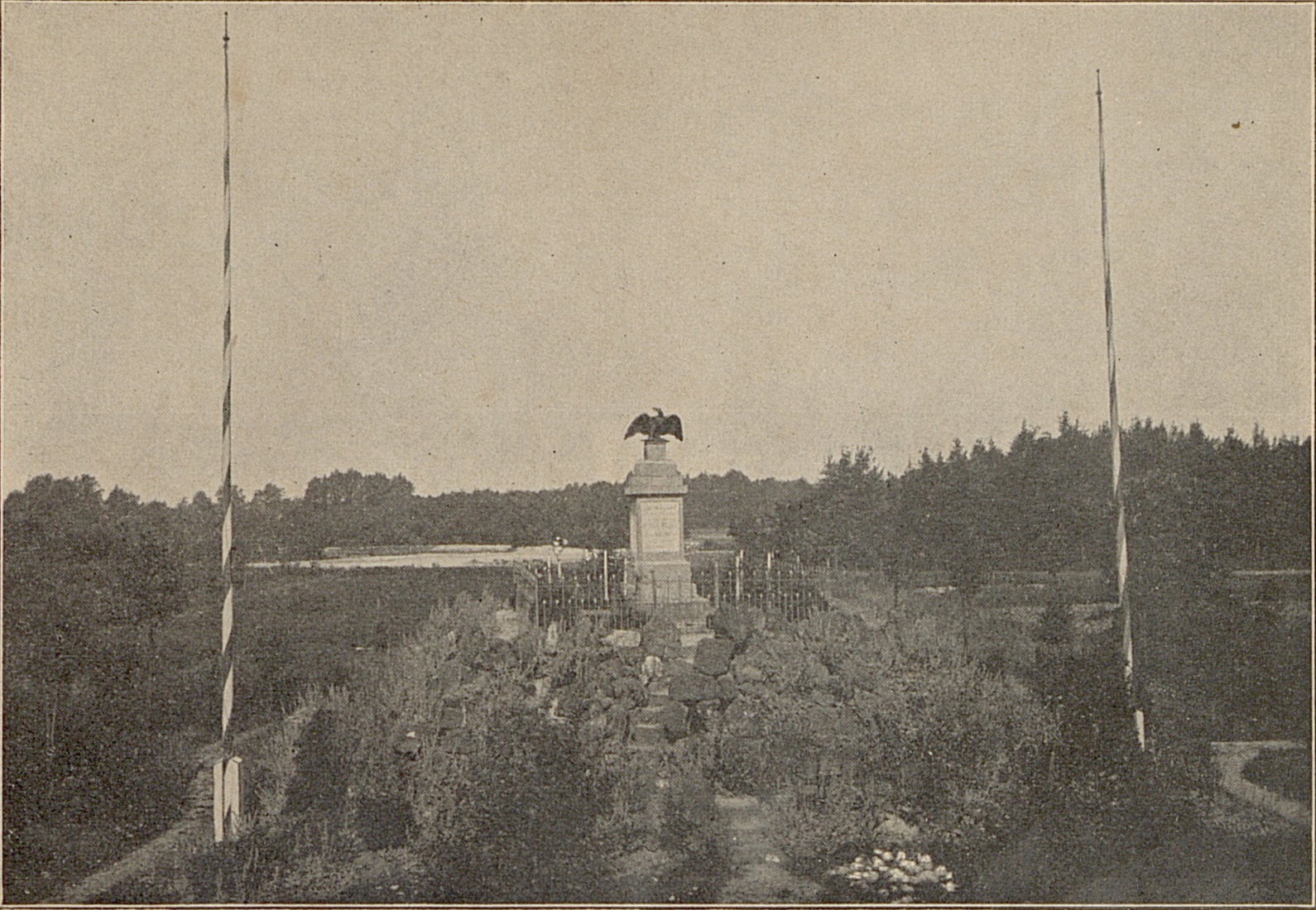
Kronprinzendenkmal um 1898

Der Martin-Luther-Kirche (vor 1911: Neue Kirche oder Neue evangelische Kirche, zwischen 1911 und 1933: Auferstehungskirche) in Gütersloh stiftete Prinz Friedrich für seine Rettung bei dem Eisenbahnunfall die Plastik eines Taufengels von Bertel Thorvaldsen. Es handelt sich um einen Zinkdruckguss aus der Werkstatt Moritz Geiß, Berlin. Der Taufengel wurde nach einem Vorbild aus Marmor gefertigt, das in der Frauenkirche in Kopenhagen steht. Der Gütersloher Engel trägt auf seiner auf dem Sockel aufliegenden Gewandfalte die Widmung: Gütersloh, den 21. Januar 1851.
Als weitere Erinnerung an den Unfall wurde 1866 ein Denkmal unmittelbar an der Unfallstelle geschaffen: ein auf einem Sockel stehender, aufsteigender Adler, zunächst aus Sandstein. Bei der Renovierung des Denkmals 1888 wurde ein Adler aus Bronze nach einem Modell von Christian Daniel Rauch aufgesetzt. Das Denkmal musste nach der Errichtung des Bahnhofs Isselhorst-Avenwedde 1891 und der Erweiterung der Bahntrasse auf vier Gleise um 200 Meter nach Osten und südlich der Gleisanlagen versetzt werden. Der Bronzeadler wurde im Ersten Weltkrieg als „Metallspende des deutschen Volkes“ eingeschmolzen und durch einen aus Sandstein ersetzt. 1969 oder 1970 wurde das Denkmal abgerissen – von wem bleibt unklar, die Verantwortung dafür wollte im Nachhinein niemand übernehmen.

## Bezeichnung nach dem Unfallsort
In der Literatur wird der Unfall auch als Eisenbahnunfall bei Gütersloh, Eisenbahnunfall von Isselhorst und Eisenbahnunfall von Gütersloh-Isselhorst bezeichnet. Die Eisenbahnstrecke verläuft allerdings in dem Bereich, in dem der Unfall geschah, auf der Gemarkung von Avenwedde. Die Gemarkung von Isselhorst ist lediglich benachbart.